# Le Virus manga
Le Virus manga était un magazine français de contenu journalistique sur les mangas entre 2003 et 2005, édité par Anime manga presse, également éditrice du magazine Animeland.
8 numéros seulement sont sortis, faute d'un lectorat suffisant.

## Staff
- Stéphane Ferrand : rédacteur en chef
- Sébastien Langevin : rédacteur en chef